# New Mexico
New Mexico (tiếng Tây Ban Nha: Nuevo México [ˈnweβo ˈmexiko]; tiếng Navajo: Yootó Hahoodzo [jò:txó hàhò:tsò]) là một tiểu bang tọa lạc ở vùng Tây Nam Hoa Kỳ, giáp biên giới quốc tế với bang Chihuahua của Mexico. New Mexico trở thành bang thứ 47 vào ngày 6 tháng 1 năm 1912. Nó thường được xem là một tiểu bang miền Núi. New Mexico có diện tích lớn thứ năm, dân số lớn thứ 36, và mật độ dân số thấp thứ sáu trong 50 tiểu bang Hoa Kỳ.
Đã có người sinh sống từ hàng nghìn năm trước khi người châu Âu đến khai phá, New Mexico trở thành một phần của thuộc địa Tân Tây Ban Nha của đế quốc Tây Ban Nha năm 1598. Sau đó, nó là một phần của nước México độc lập trước khi trở thành một lãnh thổ Hoa Kỳ và cuối cùng thành một tiểu bang Hoa Kỳ do kết quả của cuộc Chiến tranh Hoa Kỳ-México. Trong các tiểu bang, New Mexico có tỉ lệ người Hispano cao nhất, gồm con cháu của thực dân Tây Ban Nha, những người đã sống ở đây hơn 400 năm. Nó cũng có tỉ lệ người bản địa cao thứ nhì sau Alaska, và có tổng số người bản địa cao thứ tư sau California, Oklahoma, và Arizona. Đa số người bản địa thuộc các dân tộc Navajo, Pueblo, và Apache. Nền văn hóa tiểu bang được định hình qua các ảnh hưởng từ Hispano và người bản địa, và được thể hiện qua bang kỳ. Màu đỏ và vàng được lấy từ hoàng kỳ Tây Ban Nha, với biểu tượng mặt trời cổ xưa của người Zia.
Có một niềm tin sai lầm rằng New Mexico lấy tên theo México. Tuy nhiên, khi người Tây Ban Nha khai phá New Mexico năm 1563, và lần nữa năm 1581, họ tin rằng nó cũng có nền văn hóa Mexica tương tự của Đế quốc Aztec. Cái tên này đơn giản là được chấp nhận, dù tiểu bang không có liên hệ gì với các bộ tộc tại México.